# Barrage (manga)
Pour les articles homonymes, voir Barrage (homonymie).
Barrage (戦星のバルジ, Sensei no Barrage) est un shōnen manga écrit et dessiné par Kōhei Horikoshi. Il est prépublié du 21 mai 2012 au 10 septembre 2012 dans le Weekly Shōnen Jump, puis publié en deux volumes reliés par l'éditeur japonais Shūeisha. La version française est éditée par Ki-oon depuis le 3 janvier 2019, et le second et dernier tome est paru le 5 septembre 2019. Il s'agit du manga précédant My Hero Academia.

## Synopsis
Dans une galaxie lointaine, une guerre fait rage entre humains et envahisseurs extraterrestres depuis 50 ans. Le royaume d'Industria est submergé par des vagues d'ennemis puissants. Astro, un orphelin de guerre qui vit au jour le jour : avec son maigre salaire, il gère tout un groupe d'enfants sans parents. Ils ont formé une nouvelle famille, soudée face à la misère.

## Manga
La série est écrite et dessinée par Kōhei Horikoshi. À l'origine, la série est publiée sous forme de one shot dans le Jump NEXT! du 12 août 2011. Le premier chapitre de Barrage est publié le 21 mai 2012 dans le Weekly Shōnen Jump,. La série a été publiée en 2 volumes reliés par l'éditeur Shūeisha. La version française est publiée par Ki-oon du 3 janvier 2019 au 5 septembre 2019,.

### Liste des volumes
| no | Japonais        | Japonais          | Français       | Français          |
| no | Date de sortie  | ISBN              | Date de sortie | ISBN              |
| --- | --------------- | ----------------- | -------------- | ----------------- |
| 1 | 4 octobre 2012  | 978-4-08-870583-5 | 3 janvier 2019 | 979-10-327-0374-8 |
| Liste des chapitres : - Chapitre 1 : つらぬくもの (Tsuranuku Mono) - Chapitre 2 : 星の王子様 (Hoshi no Ōji Sama) - Chapitre 3 : 王子の仕事 (Ōji no Shigoto) - Chapitre 4 : スタート (Sutāto) - Chapitre 5 : 実戦教育 (Jissen Kyōiku) - Chapitre 6 : 家族か己か (Tami ka Onore ka) - Chapitre 7 : 決意のアストロ (Ketsui no Asutoro) |                 |                   |                |                   |
| 2 | 24 février 2018 | 978-4-7575-5640-9 | 4 mars 2021    | 979-10-327-0791-3 |
| Liste des chapitres : - Chapitre 8 : ティコ (Tiko) - Chapitre 9 : アストロの過去 (Asutoro no Kako) - Chapitre 10 : 暗黒エネルギー (Dāku Enerugī) - Chapitre 11 : 甦る〝王具〟 (Yomigaeru "Ōgu") - Chapitre 12 : 決意あらたに (Ketsui Arata ni) - Chapitre 13 : 敵と会う (Teki to Au) - Chapitre 14 : 歪んじまった悲しみに (Yuganjimatta Kanashimi ni) - Chapitre 15 : 各々決着 (Onoono Ketchaku) - Chapitre 16 : 戦星のアストロ (Sensei no Asutoro) |                 |                   |                |                   |

## Œuvres
Édition japonaise
1. 1 2  Tome 1
2. 1 2  Tome 2

Édition française
1. 1 2  Tome 1
2. 1 2  Tome 2